# Villabona-Amasa
Villabona-Amasa és un municipi de Guipúscoa, de la comarca de Tolosaldea.

## Eleccions municipals 2007
Es van presentar cinc candidatures i els resultats van ser: 
- Acció Nacionalista Basca: 1088 vots (6 escons).
- Partit Nacionalista Basc: 829 vots (5 escons).
- Partit Socialista d'Euskadi-Euskadiko Ezkerra: 245 vots (1 escó).
- Ezker Batua-Berdeak - Aralar: 204 vots (1 escó).
- Partit Popular (PP): 124 vots (0 escons).

Aquests resultats van donar com guanyadora a l'actual alcaldessa, Maixabel Arrieta Galarraga, per part d'ANB, en aconseguir 6 regidories. El PNB es va quedar molt prop d'assolir el mateix nombre de regidories, a l'assolir solament 1 menys que la formació guanyadora. Tant PSE-EE com Ezker Batua - Aralar es van quedar més lluny, en obtenir una única regidoria, mentre que el Partit Popular no va assolir cap representació al municipi.

## Història
Villabona va derivar de l'antiga i anterior població d'Amasa, avui barri de la vila. En data desconeguda, ambdues formaven una comunitat que feia servir conjuntament la parròquia de San Martín, la ferreria, el molí i els camins.
Amasa s'uneix a Tolosa el 1385. No se sap amb certesa si Villabona hi va formar veïnatge, encara que si la representava les Juntes Generals de Guipúscoa, atès que Villabona va obtenir el títol de vila a la fi del segle xv.
Amasa s'uneix a Villabona el 1620.
Dintre del nucli urbà sobresurten interessants edificis: 
- La Casa Consistorial, que data del segle xix (la original va ser cremada en 1812 per haver estat caserna de les tropes franceses en la Guerra de la Independència. Destaca en la seva façana un gran escut heràldic d'estil barroc de la vila.
- L'Església Parroquial sota advocació del Sagrat Cor de Jesús.

## Amasa
En el nucli d'Amasa, s'aixeca l'Església Parroquial de San Martín de Tours, construïda entre els segles xvi i xviii, és de planta de saló.

## Festes
Les festes patronals de Villabona celebren la festivitat de Santiago Apòstol, el 25 de juliol. A Amasa, se celebra a Sant Isidre, el dia 15 de maig i a Sant Martí l'11 de novembre. Durant aquestes festes es realitza l'"Oilasko-Joku", en el qual un mosso, amb els ulls embenats, ha de tallar el cap a un pollastre.

## Esports
Sobresurt en la vila l'exercici del "rebot", especialitat de la pilota basca, del que se celebren sengles campionats durant els mesos de juliol i setembre.

## Fills il·lustres
- José Joaquín Arín Oyarzábal.
- Eugeni Pere Cendoya (1894-1975) - arquitecte.
- Luis Olaso (1900) - futbolista internacional que va jugar a l'Atlètic de Madrid i Reial Madrid.
- Alfonso Olaso (1905-1937) - futbolista internacional que va jugar a l'Atlètic de Madrid.